# Соляная промышленность

Соляные копи

Соляная промышленность — одна из отраслей промышленности, осуществляющая добычу и переработку поваренной соли.

## История промышленности

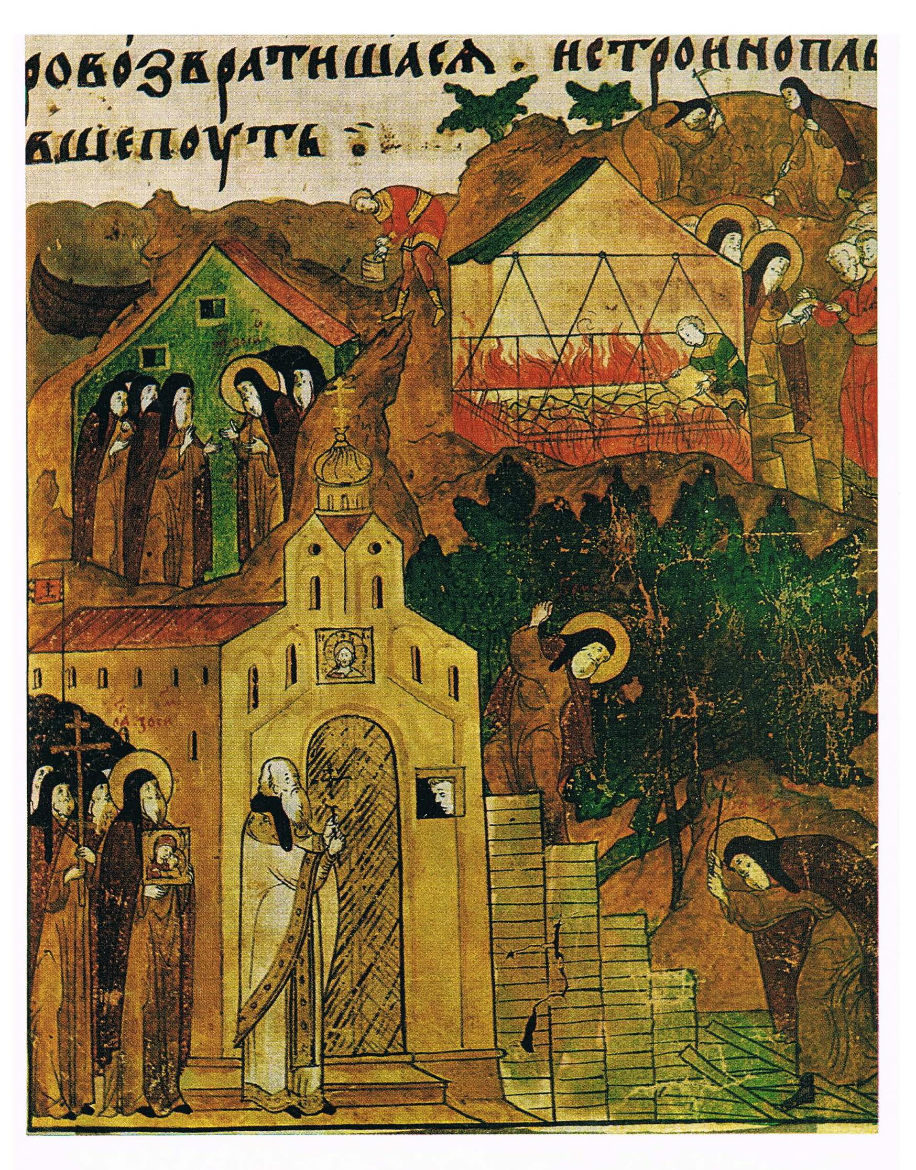
Рукопись «Житие Зосимы и Савватия» (XVII век). На миниатюре из жития святого изображен процесс солеварения. На берегу озера стоит небольшая варница с полуциркульным входным проемом. На крыше варницы укреплен «журавль» (встречающаяся и поныне форма колодца). Старец-водолив зачерпывает бадьёй рассол из колодца и сливает его в деревянный жёлоб, по которому рассол стекает в отверстие, имеющееся в стене варницы, и затем поступает в црен, подвешенный над огнем внутри варницы. Стоящий справа другой старец выполняет обязанность так называемого «повара». Он поддерживает огонь и мешает вываривающийся рассол длинным шестом

Корни соляной промышленности уходят во времена неолита. Самые древние солеварни на территории Европы и Передней Азии обнаружены при раскопках поселения Провадия-Солницата на черноморском побережье Болгарии — одного из первых городских поселений в Европе. Добывать соль жители городища начали около 5500 г. до н. э. (вода из местного соляного источника выпаривалась в массивных глинобитных печах куполообразной формы). К концу V тысячелетия до н. э. производство поваренной соли в Провадия-Солницата достигло промышленных масштабов, увеличившись до 4—5 тонн[уточнить].

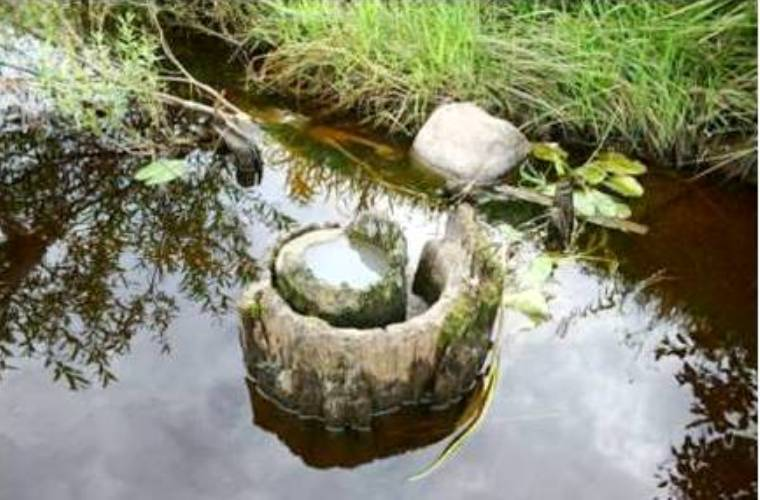
Остаток рассолоподъёмной трубы в русле реки Ковда, Россия

Дальнейшее развитие солеварение получило в Древнем Египте, Древней Греции и Римской империи, где существовала государственная монополия на торговлю этим продуктом. Морскую соль добывали у Мёртвого моря, в районе Остии и в Мегарах, каменную — на Карпатах и в Пиренеях. Горечь морской соли можно было уменьшить путём промывки её в дождевой воде.
Началом 12 в. датируется начало солеварения на Руси.
По мере технологического прогресса, ручной труд по производству и очистке соли заменяется использованием машин. В СССР в 1974 году было произведено 13.4 млн тонн соли. Современная российская соляная промышленность производит 2.8 млн тонн поваренной соли в год.

## Добыча

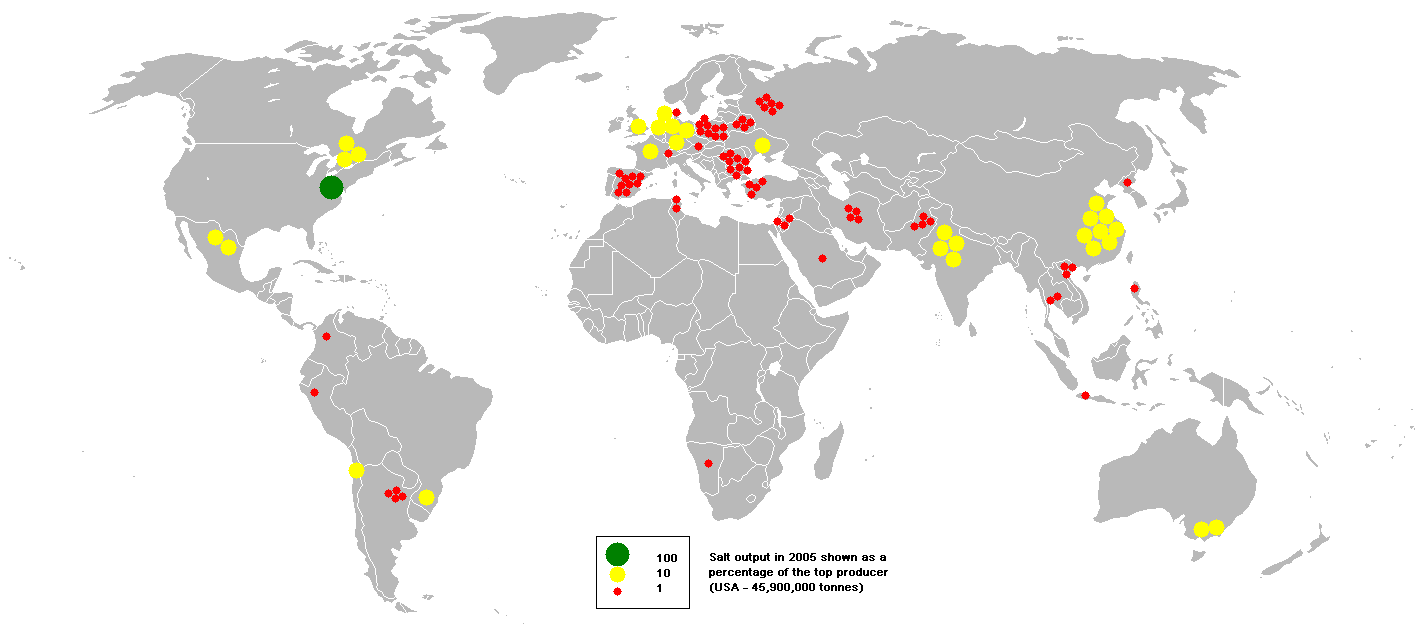
Центры солевой промышленности на 2005 год

В природе поваренная соль широко распространена как в твёрдом виде (пласты каменной соли, залегающие в земле, самосадочная соль соляных озёр), так и в виде растворов (морская вода, вода соляных озер, подземные источники).
Основными способами добычи соли являются следующие:
- Добыча каменной соли шахтным (обычно на глубине от 100 до 500 м.) или карьерным способом (когда затвердевшая соль скопилась близко к поверхности)
- Добыча самосадочных солей из соляных озер и морских заливов, рапа которых является источником поваренной соли.
- Добыча садочной поваренной соли бассейным способом из морской и озерной вод. Осуществляется при помощи искусственных плоских бассейнов, в которых происходит садка солей.
- Получение выварочной соли путем выварки ее из естественных и искусственных рассолов. Подземное выщелачивание является способом добычи солей в виде рассола, когда солевой пласт накачивается через буровые скважины водой. Естественные рассолы образуются в результате растворения пластов подпочвенными водами. Наиболее распространенным способом получения высокочистой выварочной соли является метод вакуум-выпарки.

Крупнейшими месторождениями соли являются — Мертвое море,   озеро Жаксыкылыш (Казахстан), залив Кара-Богаз-Гол (Туркменистан), Соледар (Украина, Донецкая область), Белбажское соляное месторождение (Россия, Нижегородская область), озеро Баскунчак (Астраханская область, Россия), Соль-Илецк (Россия, Оренбург), Соликамск и Березники (Россия, Пермский край), Яван (Таджикистан).
Соляное предприятие выпускает соль в различном виде: рассол, твёрдую (в том числе вакуумную), молотую, солебрикеты с микродобавками для скота, зерновую, иодированную и прочие. Сырьём для соляной промышленности  служит поваренная соль, калийная соль и глауберова соль.
Производством и добычей соли в современной России занимается несколько компаний, среди которых ООО «Руссоль» (Астраханская, Иркутская и Оренбургская области), ПАО "Соль Руси" (Нижегородская область), ОАО «Тыретский солерудник» (Иркутская область), АО «Крымский содовый завод» (Республика Крым) и ООО «Алтайская соледобывающая компания» (Алтайский край).

### Страны мира по валовой добыче соли

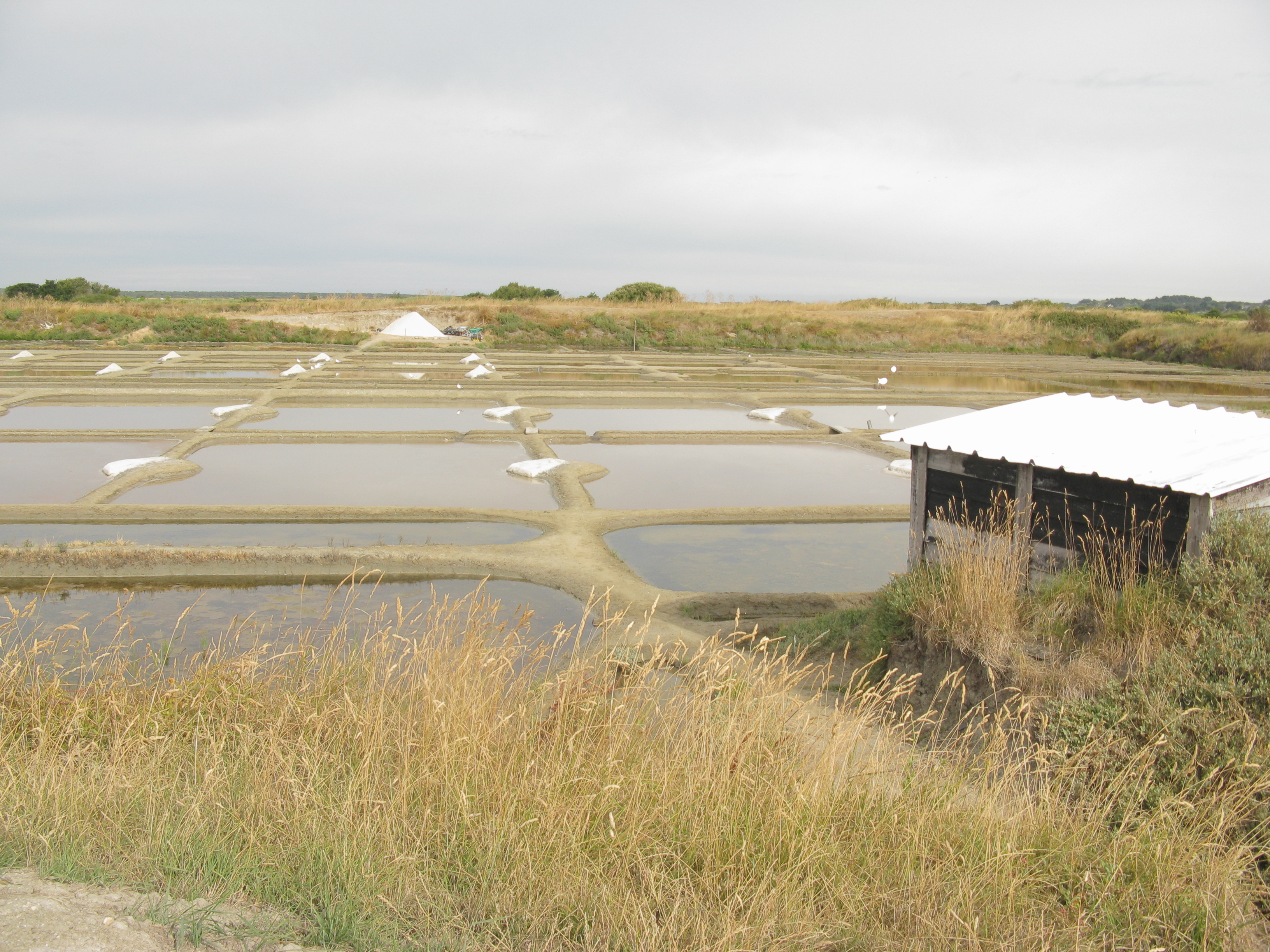
Солевые пруды в Guérande, Атлантическая Луара, Франция

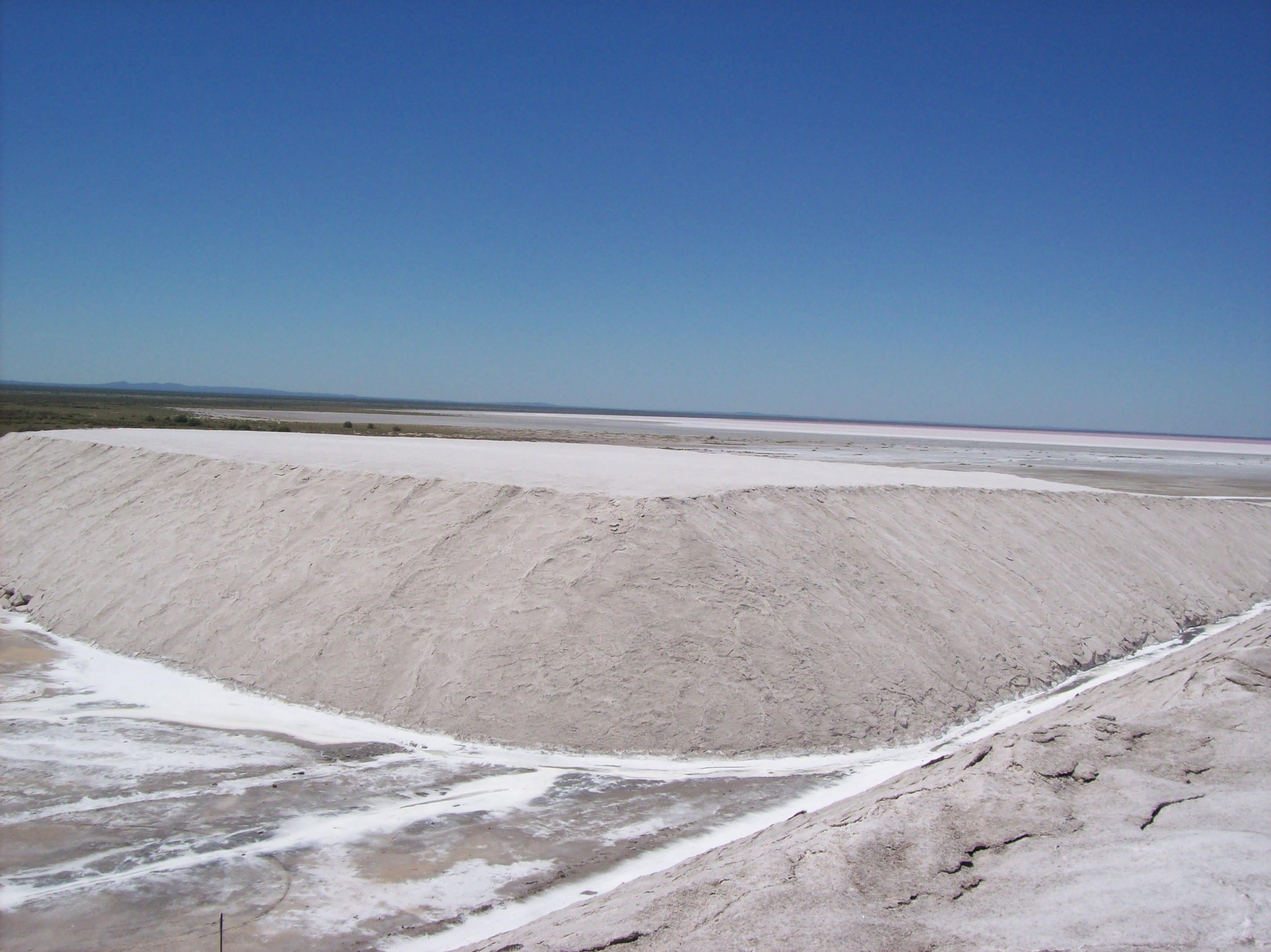
Гора добытой соли в столичном округе провинции Сан-Луис, Аргентина

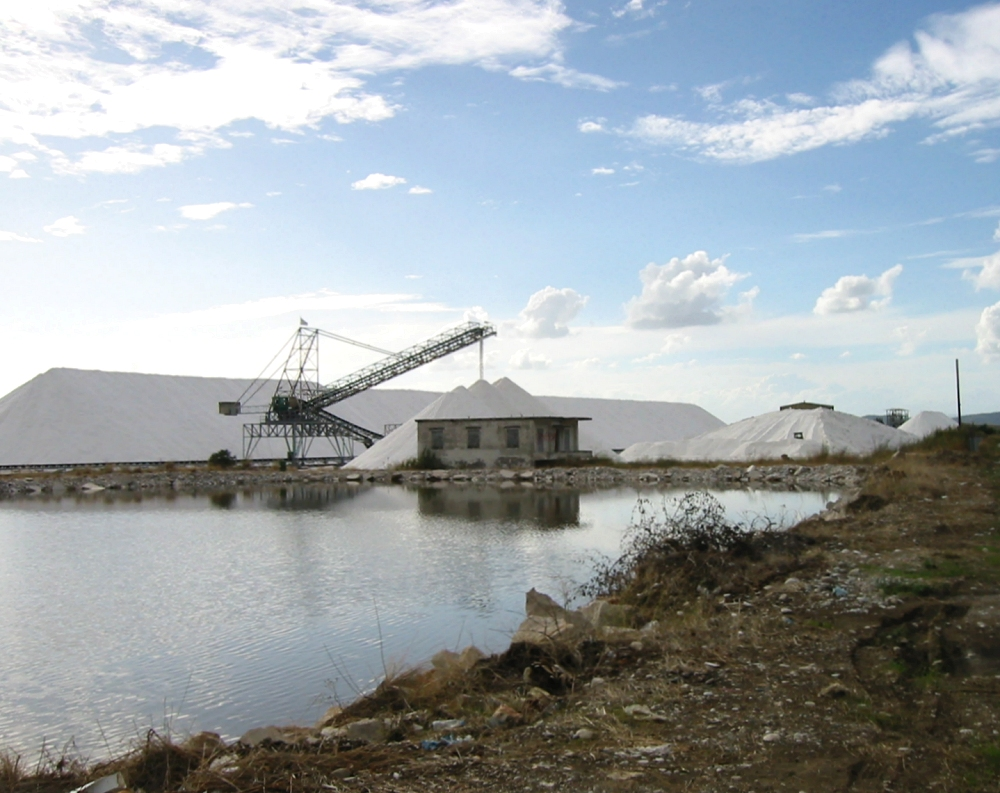
Соледобыча в городе Месолонгион, Греция

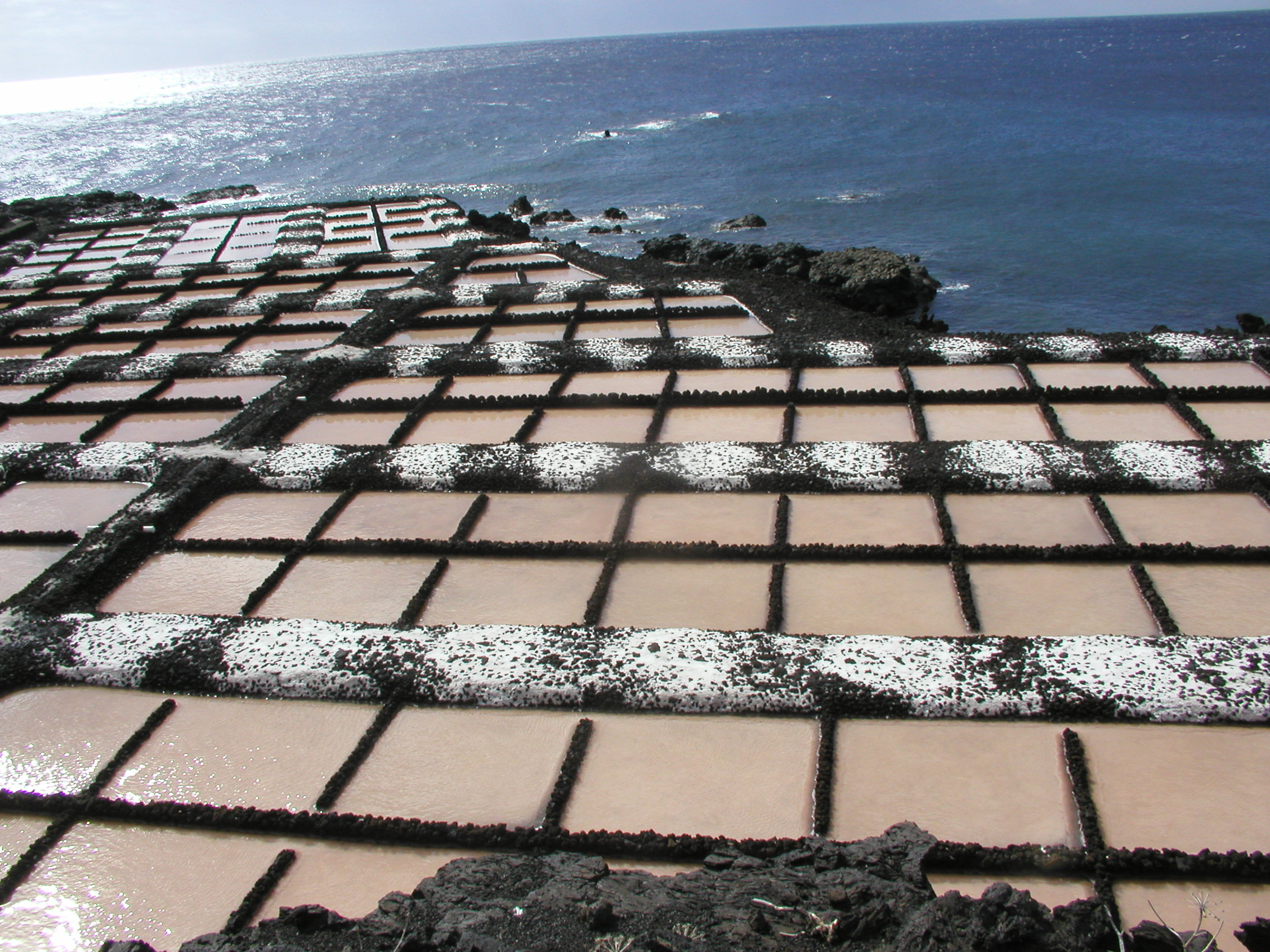
Соледобыча на остове Пальма, Канары, Испания

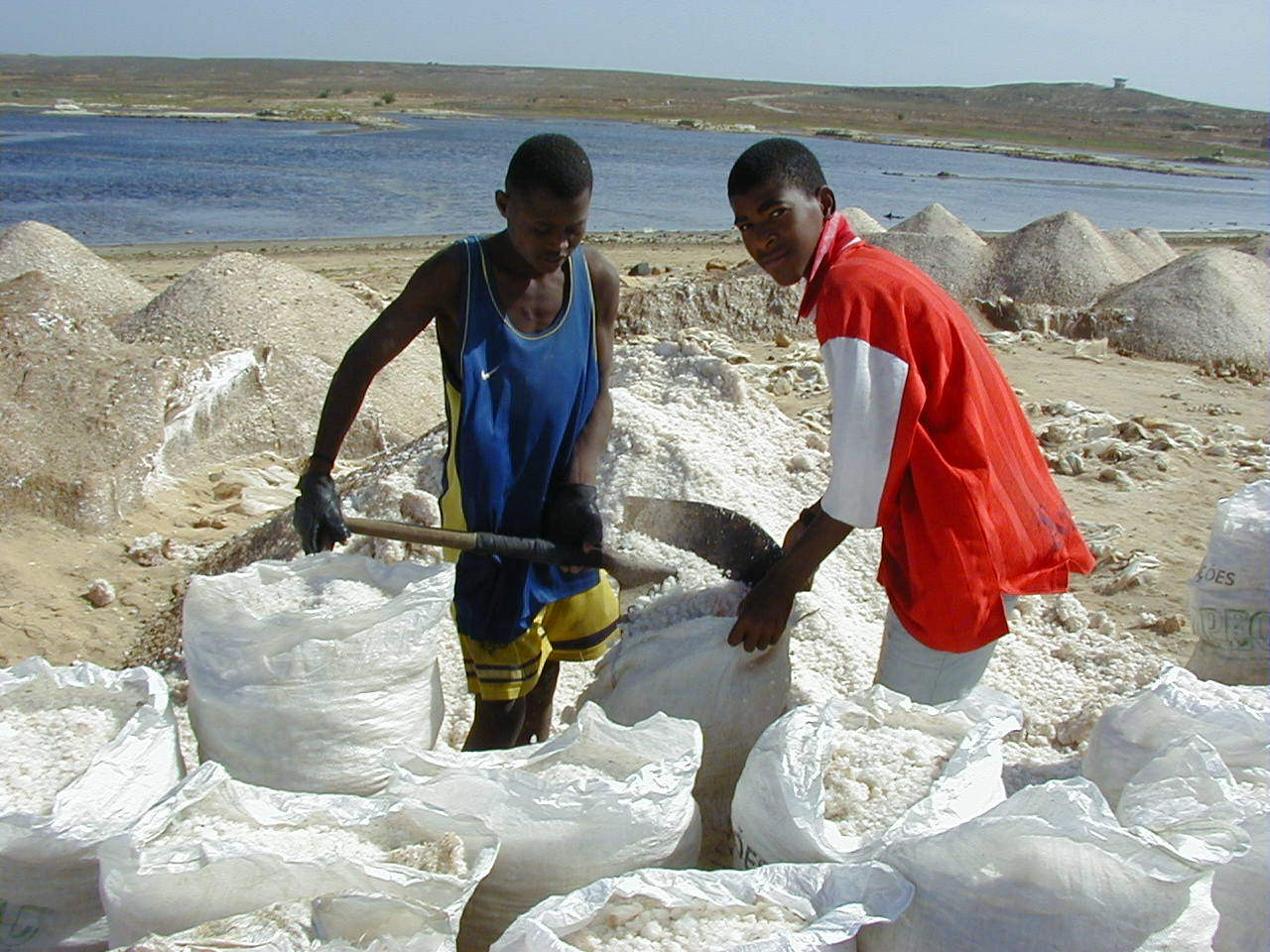
Фасовка соли в Кабо-Верде

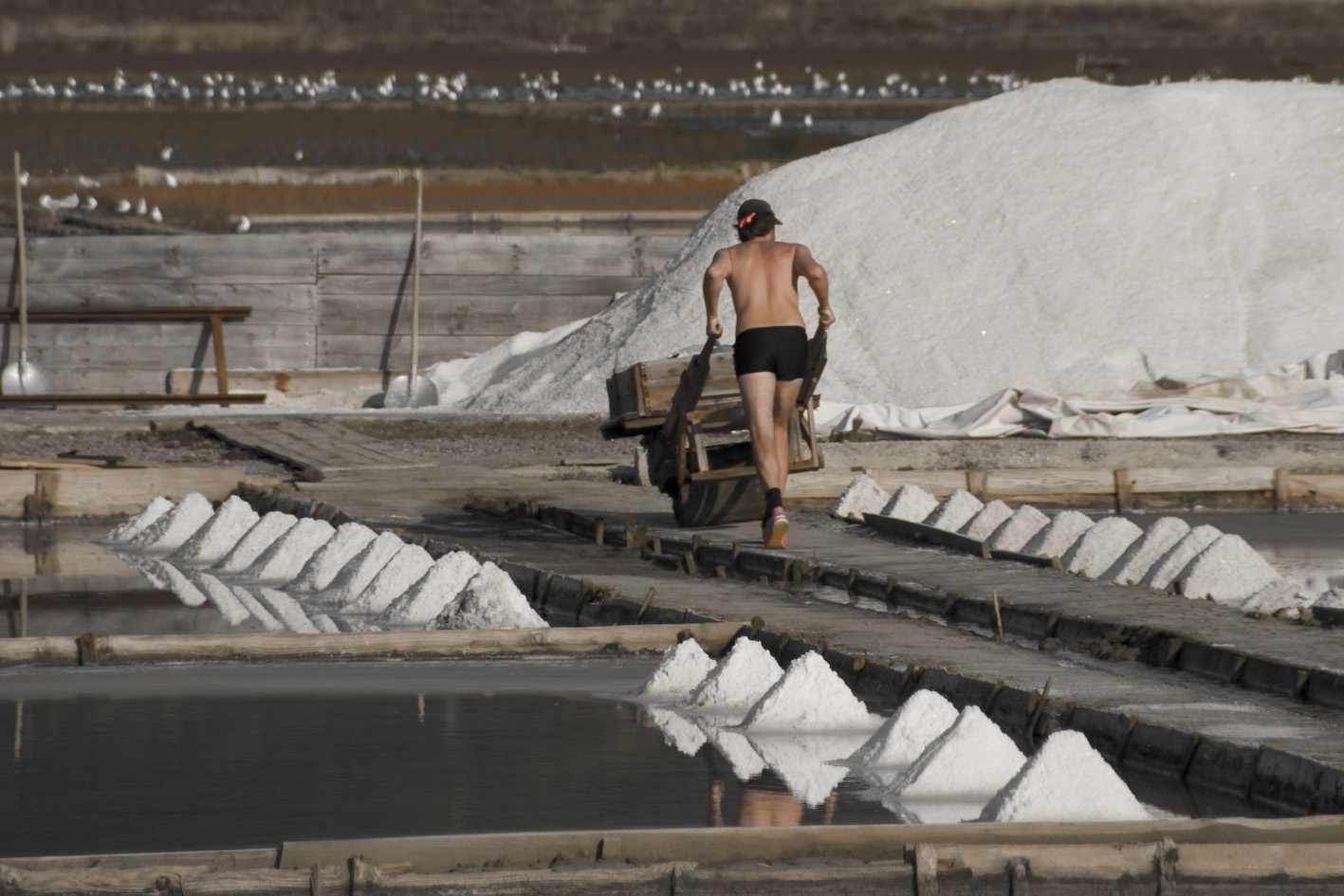
Рабочий-соледобытчик в городе Струньяне, Словения

| №  | Страна             | Выработка соли (тонн) |
| -- | ------------------ | --------------------- |
| —  | Всего              | 210 000 000           |
| 1  | США                | 46 500 000            |
| 2  | Китай              | 37 101 000            |
| 3  | Индия              | 15 000 000            |
| 4  | Канада             | 14 125 000            |
| 5  | Австралия          | 11 211 000            |
| 6  | Мексика            | 8 180 000             |
| 7  | Франция            | 7 000 000             |
| 8  | Бразилия           | 6 500 000             |
| 9  | Чили               | 6 000 000             |
| 10 | Великобритания     | 5 800 000             |
| 11 | Норвегия           | 5 000 000             |
| 12 | Италия             | 3 600 000             |
| 13 | Испания            | 3 200 000             |
| 14 | Россия             | 2 800 000             |
| 15 | Румыния            | 2 450 000             |
| 16 | Египет             | 2 400 000             |
| 17 | Украина            | 2 300 000             |
| 18 | Турция             | 2 250 000             |
| 19 | Иран               | 2 000 000             |
| 20 | Болгария           | 1 800 000             |
| 21 | Польша             | 1 600 000             |
| 22 | Пакистан           | 1 320 000             |
| 23 | Вьетнам            | 1 300 000             |
| 24 | Япония             | 1 251 000             |
| 25 | Аргентина          | 1 200 000             |
| 26 | Таиланд            | 1 000 000             |
| 27 | Багамы             | 900 000               |
| 28 | Израиль            | 800 000               |
| 29 | Южная Корея        | 800 000               |
| 31 | Германия           | 746 000               |
| 30 | Намибия            | 700 000               |
| 32 | Индонезия          | 680 000               |
| 33 | Дания              | 610 000               |
| 34 | Тунис              | 608 000               |
| 35 | Филиппины          | 600 000               |
| 36 | Португалия         | 600 000               |
| 37 | Колумбия           | 540 000               |
| 38 | Антильские острова | 500 000               |
| 39 | КНДР               | 500 000               |
| 40 | Иордания           | 410 000               |
| 41 | Австрия            | 401 000               |
| 42 | Бангладеш          | 350 000               |
| 43 | Венесуэла          | 350 000               |
| 44 | ЮАР                | 336 000               |
| 45 | Белоруссия         | 300 000               |
| 46 | Швейцария          | 300 000               |
| 47 | Гана               | 250 000               |
| 48 | Перу               | 249 000               |
| 49 | Марокко            | 240 000               |
| 50 | Туркменистан       | 215 000               |
| 51 | Ботсвана           | 208 000               |
| 52 | Мартиника          | 200 000               |
| 53 | Саудовская Аравия  | 200 000               |
| 54 | Куба               | 185 000               |
| 55 | Алжир              | 183 000               |
| 56 | Греция             | 150 000               |
| 57 | Сирия              | 146 000               |
| 58 | Сенегал            | 130 000               |
| 59 | Словения           | 125 000               |
| 60 | Йемен              | 120 000               |
| 61 | Кувейт             | 100 000               |
| 62 | Словакия           | 100 000               |